# Крикуненко Олег Іванович
Олег Іванович Крикуненко (народився 4 вересня 1977 у м. Харкові, СРСР) — український хокеїст, нападник. 
Хокеєм почав займатися у 1992 році. Вихованець хокейної школи XK «Харків». Виступав за ШВСМ (Київ), «Сокіл» (Київ), «Беркут-ППО» (Київ), «Кристал» (Саратов), «Металургс» (Лієпая), ХК «Бєлгород», «Хімік-СКА» (Новополоцьк), ХК «Вітебськ».
У складі молодіжної збірної України учасник чемпіонату світу 1997 (група B). У складі юніорської збірної України учасник чемпіонату Європи 1995 (група C1).